# Fernanda da Silva
Fernanda França da Silva (São Bernardo do Campo, 25 de septiembre de 1989) es una jugadora brasileña de balonmano que forma parte de la selección nacional de Brasil.

## Trayectoria

### Clubes
Fernanda da Silva comenzó su carrera en el balonmano en Brasil con el club Metodista. En febrero de 2010 fue contratada por el club español Parc Sagunt. En este equipo jugó en la máxima categoría del balonmano español y participó en la Copa EHF durante la temporada 2010/11.
En el verano de 2011, se incorporó al club austriaco Hypo Niederösterreich, que poco antes había firmado un acuerdo de cooperación con la Confederación Brasileña de Balonmano. Con Hypo ganó tanto la liga austriaca como la Copa de Austria en cada temporada. Además, acumuló experiencia en la Liga de Campeones de la EHF. En la edición 2012/13 de dicha competición, el equipo fue eliminado en la fase de grupos, pero se clasificó para la Recopa de Europa, donde alcanzó la final y obtuvo el título tras vencer al club francés Issy Paris Hand. En los dos partidos de la final, da Silva anotó un total de diez goles.
En el verano de 2014 fichó por el club rumano CSM Bucarest, con el que ganó la liga nacional en 2015 y la Liga de Campeones de la EHF en 2016. En el verano de 2016, se unió al club alemán SG BBM Bietigheim. En noviembre del mismo año, interrumpió su carrera debido a su embarazo, y no volvió a disputar partidos oficiales con el equipo. No obstante, formó parte del plantel que se consagró campeón de la Bundesliga en la temporada 2016/17.
En el verano de 2018, se incorporó al club español del Bera Bera, al que dejó en diciembre del mismo año por no poder compaginar la maternidad y el deporte. Tras una pausa de un año y medio, firmó con el club francés de tercera división Côte Basque Handball, donde jugó hasta el final de la temporada 2020/21.

#### Trayectoria de clubes
- –2010: Metodista
- 2010–11:  Parc Sagunt
- 2011–14:  Hypo Niederösterreich
- 2014–16:  CSM Bucarest
- 2016–17:  SG BBM Bietigheim
- 2018–18:  BM Bera Bera
- 2020–21:  Côte Basque Handball

### Selección nacional
Fernanda da Silva comenzó representando a Brasil en la selección juvenil, antes de ser convocada para el equipo absoluto. Con la selección brasileña fue subcampeona en el Campeonato Panamericano de 2009, y campeona en las ediciones de 2011 y 2013. En este último torneo fue además la máxima goleadora, con un total de 55 goles.
Participó en los Juegos Olímpicos de Londres 2012, donde el equipo brasileño finalizó en la sexta posición. También compitió en los XVI Juegos Panamericanos de Guadalajara, donde obtuvo la medalla de oro tras marcar cinco goles en la final contra Argentina. En los XVII Juegos Panamericanos de Toronto volvió a ganar la medalla de oro. Además, integró el equipo nacional en los Juegos Olímpicos de Río de Janeiro 2016.
Da Silva formó parte de la selección brasileña en los Campeonatos Mundiales de 2009, 2011 y 2013.
En el Mundial de 2013, celebrado en Serbia, logró el título mundial con la selección de Brasil.

## Títulos y premios

### Clubes
- 1 x Champions League (2016)
- 1 x Recopa de Europa (2013)
- 3 x Liga de Austria (2012, 2013, 2014)
- 3 x Copa de Austria (2012, 2013, 2014)
- 2 x Liga de Rumanía (2015, 2016)

### Selección
- 1 x Campeonato del Mundo (2013)
- 2 x Juegos panamericanos (2011, 2013)
- 2 x Campeonato panamericano (2011, 2015)
- 1 x Campeonato sudamericano (2013)